# Гарднер (Масачусетс)
Гарднер (енгл. Gardner) град је у америчкој савезној држави Масачусетс. По попису становништва из 2010. у њему је живело 20.228 становника.

## Демографија
Према попису становништва из 2010. у граду је живело 20.228 становника, што је 542 (2,6%) становника мање него 2000. године.
| Група             | 2000.          | 2010.          |
| Белци             | 18.882 (90,9%) | 17.595 (87,0%) |
| Афроамериканци    | 476 (2,3%)     | 568 (2,8%)     |
| Азијати           | 284 (1,4%)     | 293 (1,4%)     |
| Хиспаноамериканци | 848 (4,1%)     | 1.430 (7,1%)   |
| Укупно            | 20.770         | 20.228         |